# Folclore cinese
Il folclore cinese designa il complesso della cultura popolare (o folclore) della Cina, e include canzoni, poesia, danze, burattini e racconti. Spesso riguarda storie sulla natura umana, eventi storici o leggendari, amore, e soprannaturale, o storie che spiegano fenomeni naturali ed elementi caratteristici del paesaggio.

## Racconti popolari

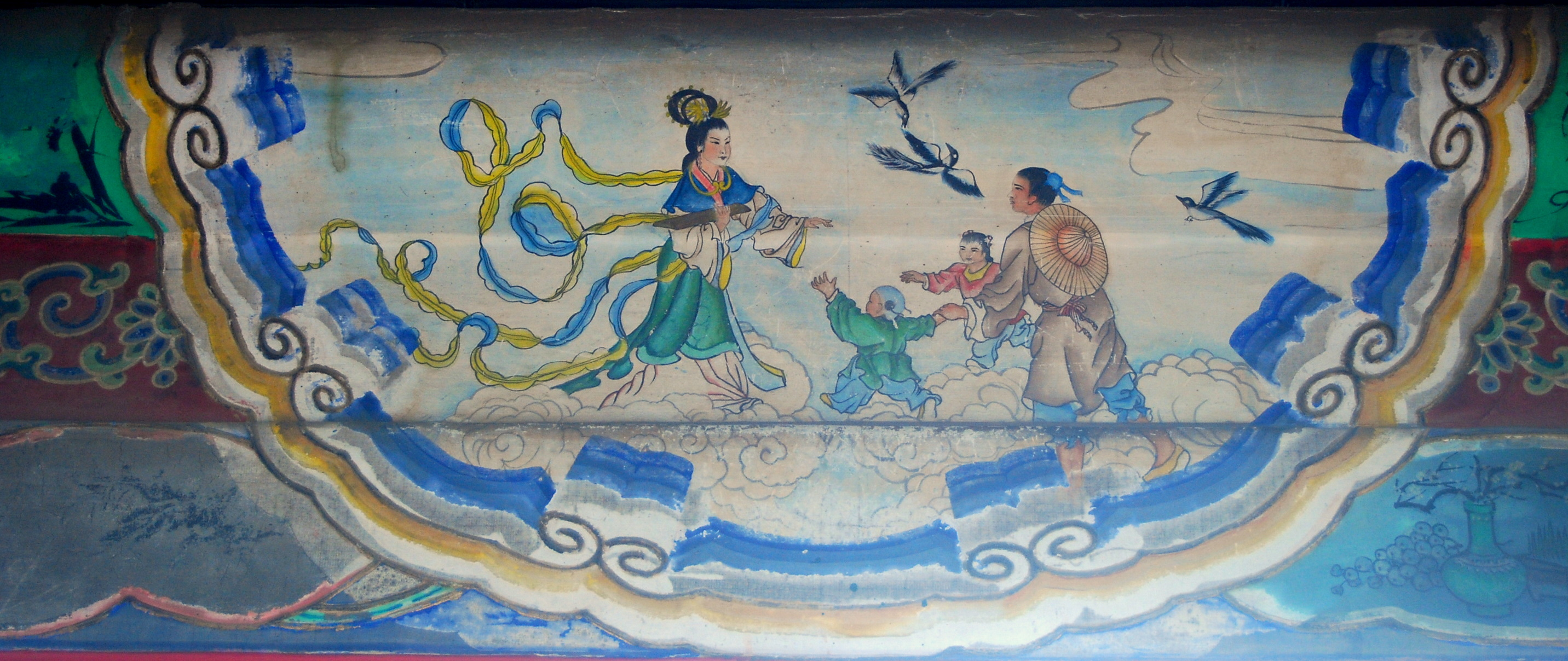
La riunione de La tessitrice e il bovaro. Opera d'arte nel Palazzo d'estate di Pechino.

Le principali influenze sui racconti popolari cinesi sono state quelle del taoismo, del confucianesimo e del buddhismo. Può darsi che alcuni racconti siano arrivati dall'India o dall'Asia occidentale insieme al buddhismo; altri non hanno corrispondenti occidentali, ma sono diffusi in tutta l'Asia orientale. I racconti popolari cinesi includono una vasta varietà di forme come miti, leggende, favole e altri. Molte raccolte di questi racconti, come Racconti straordinari dello studio Liao di Pu Songling, restano ora popolari.

## Influenza del folclore su altri mezzi di comunicazione

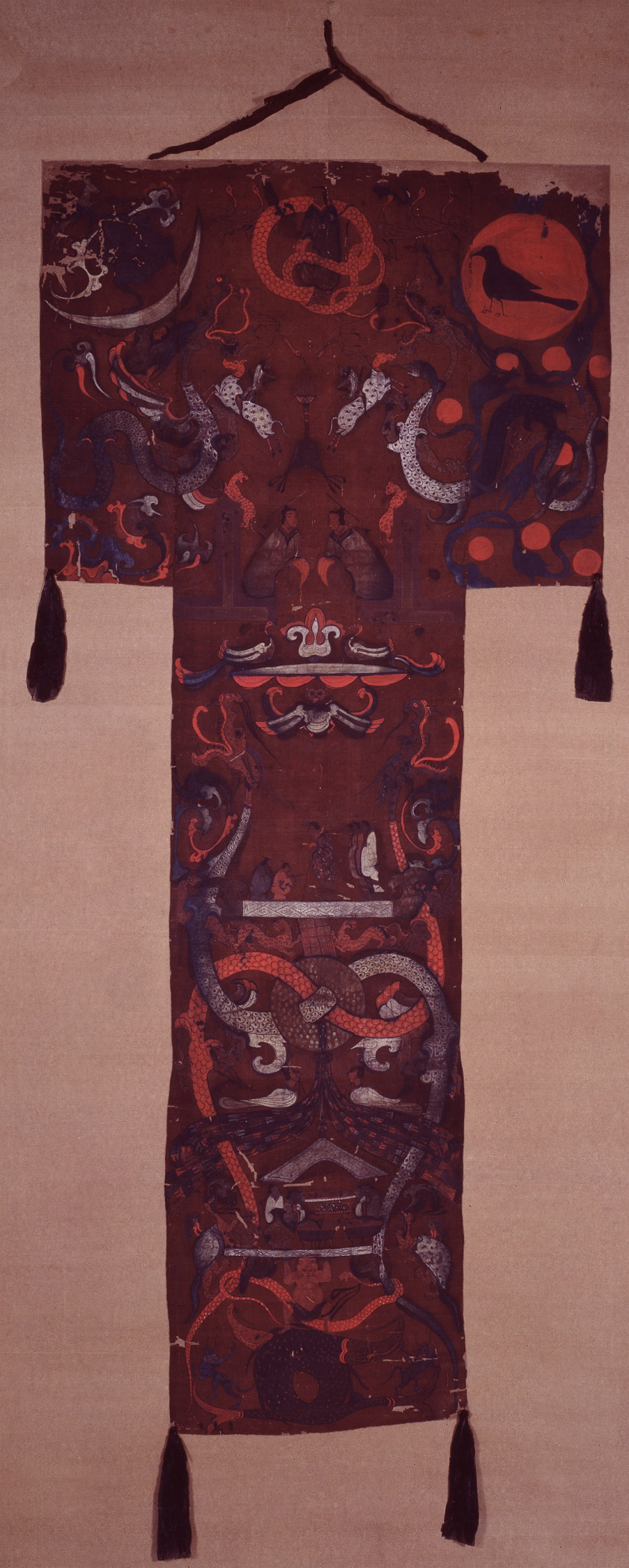
Il viaggio verso la vita eterna di Lady Dai (Xin Chui). Mawangdui, Provincia di Hunan, circa 168 a.C..

Il folclore ha fornito ispirazione agli scrittori e ai poeti cinesi per secoli. I canti popolari, che erano in origine accoppiati alla danza e ad altri stili di arti sceniche, fornirono ispirazione per la poesia di corte. La narrativa classica cominciò nella dinastia Han ed era modellata sulle tradizioni orali, mentre le opere drammatiche dell'era Yuan e Ming erano influenzate dai drammi popolari.
Il folclore cinese è stato fonte di ispirazione per l'immaginario visivo di tessitori, pittori e acquerellisti cinesi. Uno degli esempi più impressionanti è uno stendardo funebre di seta (circa 168 a.C.) che contiene numerose storie della Cina primitiva.
Iterazioni moderne di storie tradizionali cinesi si possono trovare a livello internazionale come pure nella letteratura nativa cinese. Il pennello magico di Laurence Yep, La donna guerriera di Maxine Hong Kingston e Mulan della Walt Disney Pictures prendono tutti in prestito dalle tradizioni popolari cinesi.

## Studio del folclore cinese
Il Classico dei versi, la più antica collezione nota di poesia cinese, contiene 160 canti popolari oltre a cantie inni di corte. Una tradizione sostiene che Confucio stesso abbia raccolto questi canti, mentre un'altra afferma che un imperatore le abbia compilate come mezzo per misurare l'umore delle persone e l'efficacia del suo governo.
Si crede che Confucio abbia effettivamente incoraggiato i suoi seguaci a studiare i canti contenuti nel Classico della dei versi, aiutando a consolidarne il posto tra i Cinque Classici. Dopo che le idee confuciane si furono radicate ancora di più nella cultura cinese (dopo circa 100 a.C.), l'appoggio di Confucio condusse molti studiosi a studiare le liriche del Classico dei versi e ad interpretarle come allegorie e commentari politici.
Intorno agli anni 1910, il folclore cinese cominciò a guadagnare popolarità come area di studio con gli inizi del movimento per l'adozione formale del cinese vernacolare come lingua dell'istruzione e della letteratura. Poiché ol cinese vernacolare era il dialetto nel quale fu creato la maggior parte del folclore, questo movimento portò all'attenzione degli studiosi le influenze che il folclore del cinese vernacolare aveva sulla letteratura classica. Hu Shih dell'Università di Pechino, che aveva pubblicato parecchi articoli a sostegno dell'adozione del cinese vernacolare, concluse che quando gli scrittori cinesi traevano la loro ispirazione da tradizioni popolari come racconti e canti tradizionali, la letteratura cinese sperimentava una rinascita. Quando gli scrittori trascuravano queste fonti, perdevano il contatto con il popolo della nazione. Una nuova enfasi sullo studio del folclore, concluse Hu, poteva perciò inaugurare una nuova rinascita della letteratura cinese.
Un senso crescente dell'identità nazionale fu anch'esso in parte responsabile per stimolare il nuovo interesse per il folclore tradizionale. Il primo numero del Folk-Song Weekly, una pubblicazione pubblicata dalla Folk-Song Research Society, affermava che: "In base ai canti popolari, al reale sentimento della nazione, può essere prodotto un genere di nuova poesia nazionale."
Alcuni entusiasti del foclore speravano con la loro opera di promuovere anche le riforme sociali. Per contribuire a migliorare la condizione del popolo cinese, si credeva, era necessario comprendere le sue idee, le sue credenze e le sue usanze.
I pensatori pre-comunisti e comunisti furono particolarmente attivi in questa convinzione. Nel periodo che condusse alla fondazione del Partito Comunista Cinese, molti canti e storie popolari furono raccolti dai pensatori e dagli studiosi comunisti. Spesso, venivano reinventati e reinterpretati per enfatizzare temi quali la virtù del cittadino comune lavoratore e la malvagità dell'aristocrazia, mentre le storie che esprimevano elogio per l'imperatore erano frequentemente omesse dalle raccolte comuniste. Alcuni racconti e drammi popolari che esistono oggi possono infatti essere stati scritti deliberatamente da autori comunisti per enfatizzare particolari morali.